# Источник (Ульяновская область)
Исто́чник — посёлок в Цильнинском районе Ульяновской области. Входит в состав Новоникулинского сельского поселения.

## География
Посёлок находится на расстоянии примерно 19 км (по прямой) к юго-западу от села Большое Нагаткино, административного центра района.

### Часовой пояс
Посёлок Источник, как и вся Ульяновская область, находится в часовой зоне МСК+1. Смещение применяемого времени относительно UTC составляет +4:00.

## История
В советский период работал совхоз «Красный Восход» (позже — ТОО «Восход»).  

## Население
| 2010 |
| ---- |
| 85   |

### Национальный состав
Согласно результатам переписи 2002 года, в национальной структуре населения чуваши составляли 56 % из 108 чел., татары — 29 %.